# Família 6mm de calibres
Este artigo lista os cartuchos de armas de fogo que tem calibres de diâmetro entre 6 milímetros (0.236 polegadas) até 6,99 mm (0.275 polegadas). Calibres nessa faixa são frequentemente utilizados na caça e, no caso das pistolas, para armas de bolso.
Todas as medidas estão em milímetros, seguidos de, entre parenteses, polegadas.

## Calibres de pistola
| Nome           | Diâmetro do projétil | Tamanho do estojo | Diâmetro do aro | Diâmetro da base | Ombro      | Pescoço     | Tamanho total |
| -------------- | -------------------- | ----------------- | --------------- | ---------------- | ---------- | ----------- | ------------- |
| .25 ACP        | 6.375 (.251)         | 15.62 (.615)      |                 | 7.67 (.302)      | N/A        | 7.06 (.278) | 23.11 (.910)  |
| .25 NAA        | 6.375 (.251)         | 18.9 (.744)       |                 | 8.6 (.339)       | 8.5 (.333) | 7.0 (.276)  | 24.4 (.960)   |
| 6,5mm Bergmann | 6.706 (.264)         | 22.1 (.87)        |                 | 9.4 (.372)       | 8.4 (.330) | 7.2 (.285)  | 31.2 (1.23)   |
| 6,5×25mm       | 4.0 (.157)           |                   |                 | -                | -          | -           | 29.7 (1.169)  |

## Calibres de fuzil/ carabina

### .24 polegadas (6,2 mm)
| Nome                                                                                     | Diâmetro do projétil | Tamanho do estojo | Diâmetro do aro | Diâmetro da base | Ombro        | Pescoço       | Tamanho total   |
| ---------------------------------------------------------------------------------------- | -------------------- | ----------------- | --------------- | ---------------- | ------------ | ------------- | --------------- |
| 6mm Lee Navy                                                                             | 6.2 (.244)           | 60 (2.35)         | 11.4 (.448)     | 11.5 (.443)      | 10.2 (.402)  | 7.1 (.278)    | 79 (3.11)       |
| 6mm Creedmoor                                                                            | 6.17 (.243)          | 48.77 (1.92)      |                 | -                |              | -             | 71.76 (2.825)   |
| .243 Winchester                                                                          | 6.17 (.243)          | 51.94 (2.035)     | 12.00 (.472)    | 11.96 (.470)     | 11.50 (.454) | 7.01 (.276)   | 68.82 (2.709)   |
| 6mm Remington (.244 Remington)                                                           | 6.18 (.243)          | 56.72 (2.233)     |                 | 11.96 (.471)     |              | 7.01 (.276)   | 71.76 (2.825)   |
| .240 Apex .240 Magnum Rimless .240 Magnum Flanged H&H 240 Apex .240 Belted Nitro Express | 6.223 (.245)         | 63.25 (2.49)      |                 | 11.43 (.450)     |              | 6.96 (.274)   | 81.53 (3.21)    |
| 6mm PPC                                                                                  | 6.172 (.243)         | 38.48 (1.515)     |                 | 11.20 (.441)     |              | 6.654 (.262)  | 53.34 (2.100)   |
| 6mm BR                                                                                   | 6.17 (.243)          | 39.6 (1.560)      |                 | 10.39 (.4709)    |              | 6.95 (.274)   | -               |
| 6mm AR                                                                                   | 6.2 (.243)           | 38.7 (1.525)      |                 | 11.26 (.4433)    |              | 6.9 (.271)    | 57.4 (2.260)    |
| 6mm XC                                                                                   | 6.1722 (.243)        | 48.2092 (1.898)   |                 | 11.8364 (.466)   |              | 6.8834 (.271) | 71.3232 (2.808) |
| .243 WSSM                                                                                | 6.1722 (.243)        | 42.42 (1.670)     |                 | 14.1 (.555)      |              | 7.39 (.291)   | 59.94 (2.360)   |
| .240 Weatherby Magnum                                                                    | 6.18 (.243)          | 63.40 (2.496)     |                 | 11.50 (.453)     |              | 6.90 (.272)   | 80.00 (3.10)    |
| .244 H&H Magnum                                                                          | 6.223 (.245)         | 71 (2.78)         |                 | 12.9 (.508)      |              | 6.7 (.263)    | 91 (3.58)       |
| 6mm SAW                                                                                  | 6.17 (.243)          | 45.01 (1.772)     |                 | 10.26            |              | 6.63          | 65.44 (2.576)   |

### .25 polegadas (6,5 mm)
| Nome                  | Diâmetro do projétil | Tamanho do estojo | Diâmetro do aro | Diâmetro da base | Ombro        | Pescoço      | Tamanho total |
| --------------------- | -------------------- | ----------------- | --------------- | ---------------- | ------------ | ------------ | ------------- |
| .25-06 Remington      | 6.541 (.2575)        | 63.35 (2.494)     |                 | 12.01 (.473)     | 11.20 (.441) | 7.37 (.290)  | 82.55 (3.250) |
| .25-20 Winchester     | 6.55 (.258)          | 33.78 (1.33)      |                 | 10.36 (.408)     | 8.46 (.333)  | 6.96 (.274)  | 40.44 (1.592) |
| .25-35 Winchester     | 6.55 (.258)          | 51.89 (2.043)     |                 | 12.85 (.506)     | 9.26 (.365)  | 7.15 (.282)  | 64.77 (2.55)  |
| .25-45 Sharps         | 6.53 (.257)          | 44.7 (1.76)       |                 | 9.6 (.378)       | 8.99 (.3539) | 7.2 (.284)   | 57.4 (2.26)   |
| .250-3000 Savage      | 6.553 (.258)         | 48.46 (1.912)     |                 | 12.01 (.473)     | 10.51 (.414) | 7.26 (.286)  | 63.88 (2.515) |
| .256 Win Magnum       | 6.528 (.257)         | 32.54 (1.281)     |                 | 11.18 (.440)     | 9.347 (.368) | 6.528 (.257) | 40.39 (1.590) |
| .257 Roberts          | 6.553 (.258)         | 56.72 (2.233)     |                 | 12.01 (.473)     | 10.92 (.430) | 7.36 (.290)  | 70.49 (2.775) |
| .257 Weatherby Magnum | 6.5 (.257)           | 65.0 (2.560)      |                 | 13.6 (.534)      | 12.6 (.496)  | 7.3 (.288)   | 81.5 (3.209)  |
| .25-25 Stevens        | 6.5 (.257)           | 60.2 (2.37)       |                 | 9.6 (.376)       | 0 (0.0)      | 7.2 (.282)   | 66.8 (2.63)   |
| .25 Remington         | 6.54 (.257)          | 52.1 (2.05)       |                 | 10.6 (.419)      | 10.1 (.396)  | 7.3 (.286)   | 64.3 (2.53)   |

### .26 polegadas (6,6 mm) e acima
| Nome                                 | Diâmetro do projétil | Tamanho do estojo | Diâmetro do aro | Diâmetro da base | Ombro         | Pescoço      | Tamanho total  |
| ------------------------------------ | -------------------- | ----------------- | --------------- | ---------------- | ------------- | ------------ | -------------- |
| 6,5×50mmSR Arisaka                   | 6.705 (.264)         | 50.39 (1.984)     |                 | 11.84 (.466)     | 10.59 (.417)  | 7.34 (.289)  | 75.69 (2.980)  |
| 6,5×53mmR                            | 6.756 (.266)         | 53.59 (2.110)     |                 | 13.40 (.527)     | 10.75 (.423)  | 7.55 (.297)  | 77.56 (3.053)  |
| 6,5×54mm Mannlicher–Schönauer        | 6.705 (.264)         | 53.65 (2.112)     |                 | 11.52 (.454)     | 10.87 (.428)  | 7.56 (.288)  | 76.77 (3.022)  |
| 6,5×55mm Swedish (aka 6.5×55mm Krag) | 6.7 (.264)           | 54.864 (2.16)     |                 | 12.192 (.480)    | 10.688 (.420) | 7.468 (.294) | 80.010 (3.15)  |
| 6,5×58mm Vergueiro                   | 6.65 (.262)          | 57.85 (2.278)     |                 | 11.78 (.464)     | 10.94 (.431)  | 7.56 (.298)  | 81.50 (3.209)  |
| 6,5×68mm                             | 6.70 (.264)          | 67.50 (2.657)     |                 | 13.00 (.512)     | 12.18 (.480)  | 7.60 (.299)  | 86.50 (3.408)  |
| 6,5-284                              | 6.70 (.264)          | 55.118 (2.170)    |                 | 12.014 (.473)    | 12.065 (.475) | 7.544 (.297) | 81.991 (3.228) |
| 6,5mm Remington Magnum               | 6.70 (.264)          | 55.1 (2.170)      |                 | 13.51 (.532)     | 12.6 (.495)   | 7.6 (.298)   | 71.1 (2.80)    |
| 6,5-06 A-Square                      | 6.70 (.264)          | 63.3 (2.494)      |                 | 12.014 (.473)    | 11.24 (.443)  | 7.5 (.296)   | 87.3 (3.44)    |
| .256 Newton                          | 6.70 (.264)          | 61.976 (2.440)    |                 | 12.014 (473)     | 10.617 (.418) | 7.391 (.291) | 86.36 (3.40)   |
| .260 Remington                       | 6.70 (.264)          | 51.7 (2.035)      |                 | 12.0 (.473)      | 11.5 (.454)   | 7.5 (.297)   | 71 (2.8)       |
| 6,5mm Creedmoor                      | 6.70 (.264)          | 48.8 (1.924)      |                 | 12.01 (.473)     | 11.7 (.459)   | 7.54 (.297)  | 71.6 (2.82)    |
| 6,5×47mm Lapua                       | 6.70 (.264)          | 47 (1.9)          |                 | 12.01 (.473)     | 11.53 (.454)  | 7.41 (.292)  | 70 (2.8)       |
| 6,5mm Grendel                        | 6.70 (.264)          | 38.7 (1.524)      |                 | 11.2 (.441)      | 10.87 (.428)  | 7.44 (.293)  | 57.5 (2.264)   |
| .264 Winchester Magnum               | 6.70 (.264)          | 64 (2.5)          |                 | 13.5 (.532)      | 12.5 (.491)   | 7.6 (.299)   | 85 (3.34)      |
| 6,5×52mm Carcano                     | 6.80 (.268)          | 52.50 (2.067)     |                 | 11.42 (.450)     | 10.85 (.427)  | 7.52 (.296)  | -              |